# Молочне (Лебединський район)
Моло́чне — колишнє село в Україні, у Лебединському районі Сумської області. Підпорядковувалось Великовисторопській сільській раді.

## Географічне розташування
Молочне знаходиться за 1,5 км від правого берега річки Легань. За 1 км від Молочного знаходяться села Великий Вистороп і Грядки. Поруч із селом починається великий сосново-дубовий масив.

## Історія
18 січня 1988 року Сумська обласна рада зняла село з обліку.